# Между двух миров (мюзикл)
«Между двух миров» — российский оригинальный мистический мюзикл Нины Чусовой и «Медиа Группы Первый Еврейский» на музыку Александра Журбина по мотивам пьесы «Дибук, или меж двух миров» С. Ан-ского о вечной любви при поддержке Президентского фонда культурных инициатив и Международного благотворительного фонда СТМЭГИ. Премьера состоялась 31 мая и 1 июня на новой сцене МДМ, в театре «Маска», повторный показ состоялся 25 и 26 октября в театре Эстрады.

## Сюжет
Главной героине Лие отец выбирает жениха с достатком в еврейской деревушке. Она взаимно влюблена в небогатого и умного Хонона. Чтобы Лия досталась ему, Хонон обращается к каббале, умирает в синагоге и оказывается между двух миров, превратившись в диббука. Когда Лию ведут под венец, в нее вселяется призрак Хонона, который не готов расстаться с ней даже после смерти. Отец вынужден обратиться в синагоге к мудрому Раби Азриэлю.

## Музыкальные номера
| Акт I - Увертюра - Пролог - Чудеса - Песня о Сендере и его дочери - Дуэт Хонона и Энеха - Песня Хонона - Дуэт Хонона и Лии - Ария Сендера с хором - Хор «Ты» - Финал первой картины - Куплеты Фрады с хором - Танец нищих - Ария Лии - Песня и танец бабки Ханы с хором - Песня Маршалка - Финал первого акта. Свадьба | Акт II - Вступление ко второму акту - Хор «О богатстве» - Рассказ Хаима - Сцена Азриэля и Шамшона - Дуэт Сендера и Азриэля - Женский хор - Попытка изгнания Диббука - Ария Диббука - Дуэт Азриэля и Диббука - Рассказ Раввина - Дуэт Азриэля и Диббука - Суд - Сцена изгнания Диббука - Колыбельная Фрады - Последний дуэт Хонона и Лии |

## Действующие лица и исполнители
Курсивом отмечены заявленные исполнители, на данный момент не принявшие участие в постановке.
| Персонаж                  | Исполнители                                            |
| ------------------------- | ------------------------------------------------------ |
| Хонон/Диббук              | Александр Казьмин, Ярослав Баярунас, Андраник Петросян |
| Лия                       | Эльмира Диваева, Валерия Ланская, Ксения Лазаревич     |
| Раби Азриэль              | Ефим Шифрин                                            |
| Сендер (отец Лии)         | Юрий Мазихин, Александр Резалин                        |
| Фрада (няня Лии)          | Елена Моисеева, Лика Рулла                             |
| Старик в синагоге, Шамшон | Константин Соколов, Антон Эльдаров                     |
| Менахем                   | Артур Сафиуллин, Константин Соколов                    |
| Дух Нисона (отец Хонона)  | Дмитрий Савин                                          |
| Хаим                      | Александр Шарабарин                                    |
| Энех                      | Семен Левин                                            |
| Фишл                      | Дмитрий Воробьев                                       |
| Маршалок                  | Станислав Баксараев                                    |
| Бабка Ханна               | Виктория Пивко                                         |
| Торговка                  | Ирина Котельникова                                     |
| Вдова                     | Алёна Фиргер                                           |
| Молодуха                  | Кристина Кузнецова                                     |
| Хонон в детстве           | Матвей Барткайтис                                      |
| Лия в детстве             | Сабина Дзантиева                                       |

### Творческая команда
- - Режиссер-постановщик — Нина Чусова[22]
  - Композитор — Александр Журбин
  - Либретто и стихи — Владислав Старчевский
  - Художник-постановщик — Евгения Швец
  - Хореограф-постановщик — Наталья Терехова
  - Музыкальный руководитель — Анна Петухова
  - Аранжировщики — Леонид Брагинский, Алексей Сарычев
  - Художник по свету — Иван Виноградов

Видеохудожник Алан Мандельштам
Технический директор Екатерина Беляева
Помощник режиссера Светлана Балашова
Грим Марина Дьякова
Звукорежиссер Карина Самсонова
Костюмер Екатерина Чернышова
Реквизитор Елена Медушивская
- - Музыканты — Universe Band
  - Продюсер — Михаил Шейнин
  - Генеральный продюсер — Давид Мордехаев

## Награды
В 2023 году мюзикл «Между двух миров» номинирован был на премию «Музыкальное сердце театра» в 5 номинациях: «Лучшая музыка (композитор)» — Александр Журбин; «Лучший музыкальный руководитель» — Анна Петухова; «Лучшее световое оформление (художник по свету)» — Иван Виноградов; «Лучший исполнитель главной роли» — Александр Казьмин (Хонон). Лауреат в номинации «Лучшая исполнительница главной роли» — Валерия Ланская (Лия).

## Критика
Спектакль получил в основном положительную критику рецензентов и зрителей. «Постановка в целом наполнена двойственностью, дуализмом, и это показано во всём». «У мюзикла бездумная структура, в которой номера несут произвольную функциональную нагрузку, если несут ее вообще, и примитивное либретто, вспыхивающее только в моменты прямых обращений к тексту Ан-ского — от основной сюжетной линии пьесы мюзикл старается не отходить». «История сочетает в себе еврейский фольклор, трагедию Ромео и Джульетта и „Вий“ Гоголя». «В постановке нашлось место не только драматизму, но и доброй иронии и зажигательному веселью». «Просветленный финал, который предложен Журбиным и Чусовой — он как философская кода, необходимая этой по сути притчевой истории, в которой простые истины вновь напоминают нам о себе. И в этом смысле Журбин, конечно, прав — история шире еврейской этнографии: она общечеловеческая, вечно актуальная для всех нас, людей самой разной культуры». «Такая необычная смесь трагедии в духе Ромео и Джульетты, гоголевских мистических историй и популярных триллеров о экзорцизме. Получилось очень круто и современно, что еще раз доказывает, что истории о любви живут вне времени, и сама любовь побеждает так или иначе. Всегда». «В партитуре гармонично сочетаются приемы академической композиторской техники и демократичные мюзикловые форматы: сложная фактура, затейливые тональные планы, небанальные гармонии и выразительная, внятная интонация, вызывающая сильные эмоции. Весь арсенал средств работает на создание образов, которые по своему масштабу и глубине выходят на уровень серьезнейшей оперы». «Музыка Александра Журбина — синтез пронзительной лирики и искромётных национальных мотивов, в ней гармонично сочетается романтика, нежность, трепетность, трагизм и драматизм». «„Диббук“ очень зрелищен, спектакль совместил не только мистическую музыку Александра Журбина, что вполне соответствует ядру легенды, но и театр. „Диббук“ соединил всё: трагедию разделенной любви на земле, но воссоединение сердец на небесах, каббалистику и, конечно, юмор».